# Gore-Tex

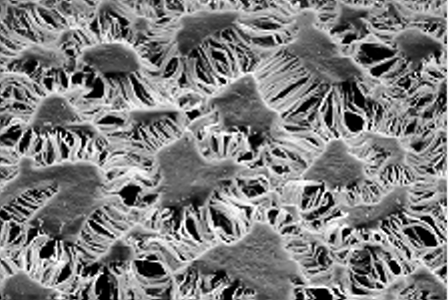
El Gore-Tex al microscopi

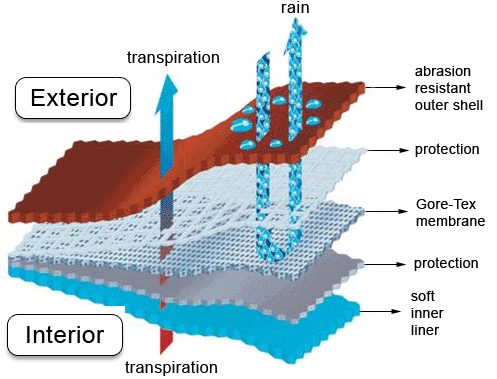
Composició esquemàtica del Gore-Tex

Gore-Tex o goretex és el nom amb què es coneix popularment a un tipus de teixits especials de tipus membrana, àmpliament utilitzats en la confecció de roba esportiva per a activitats a l'aire lliure.

## Propietats
El seu principal avantatge és el fet de combinar una gran lleugeresa, una alta impermeabilitat, que protegeix dels efectes de l'aigua, el vent i el fred, i una eficient transpirabilitat que facilita l'evacuació de la calor corporal resultant de l'exercici físic. Aquestes condicions el converteixen en un teixit ideal per ser utilitzat en peces destinades a la pràctica d'esports a l'aire lliure i en especial els de muntanya. Els primers homes que van arribar a la lluna utilitzaven roba de Gore-tex.

## Origen
Aquest tipus de teixit va ser un invent dels empresaris tèxtils americans Wilbert Gore (1912-1986) i el seu fill Robert. El nom deriva del seu cognom i significa literalment "teixit Gore". Gràcies a la seva invenció l'any 2006 Wilbert i Robert Gore van ser inclosos al National Inventors Hall of Fame.
L'empresa W. L. Gore & Associates ja ha perdut la patent d'aquest teixit, per la qual cosa altres empreses i marques utilitzen avui tecnologies basades en la mateixa tecnologia de fabricació de material, de vegades a un preu més econòmic.